# Куропятник, Дмитрий Алексеевич
Дмитрий Алексеевич Куропятник — советский хозяйственный деятель, Герой Социалистического Труда.

## Биография
Родился в 1925 году в селе Андреевка в Великоновосёлковском районе[уточнить] Донецкой области. Член КПСС.
Участник Великой Отечественной войны: разведчик взвода пешей разведки 1216-го стрелкового полка 364-й стрелковой дивизии 3-й ударной армии
В 1950—1985 годах — горнорабочий очистного забоя, проходчик горных выработок шахты «Октябрьская» комбината «Донецкуголь» Министерства угольной промышленности Украинской ССР.
Указом Президиума Верховного Совета СССР от 30 марта 1971 года присвоено звание Героя Социалистического Труда с вручением ордена Ленина и золотой медали «Серп и Молот».
Делегат XXIV съезда КПСС.
Жил в Донецке.

## Награды и звания
- Герой Социалистического Труда (30.03.1971)
- Орден Ленина (30.03.1971)
- Орден Отечественной войны II степени (06.04.1985)
- Орден Славы II степени (21.03.1945)
- Орден Славы III степени (23.09.1944)